# Olechów

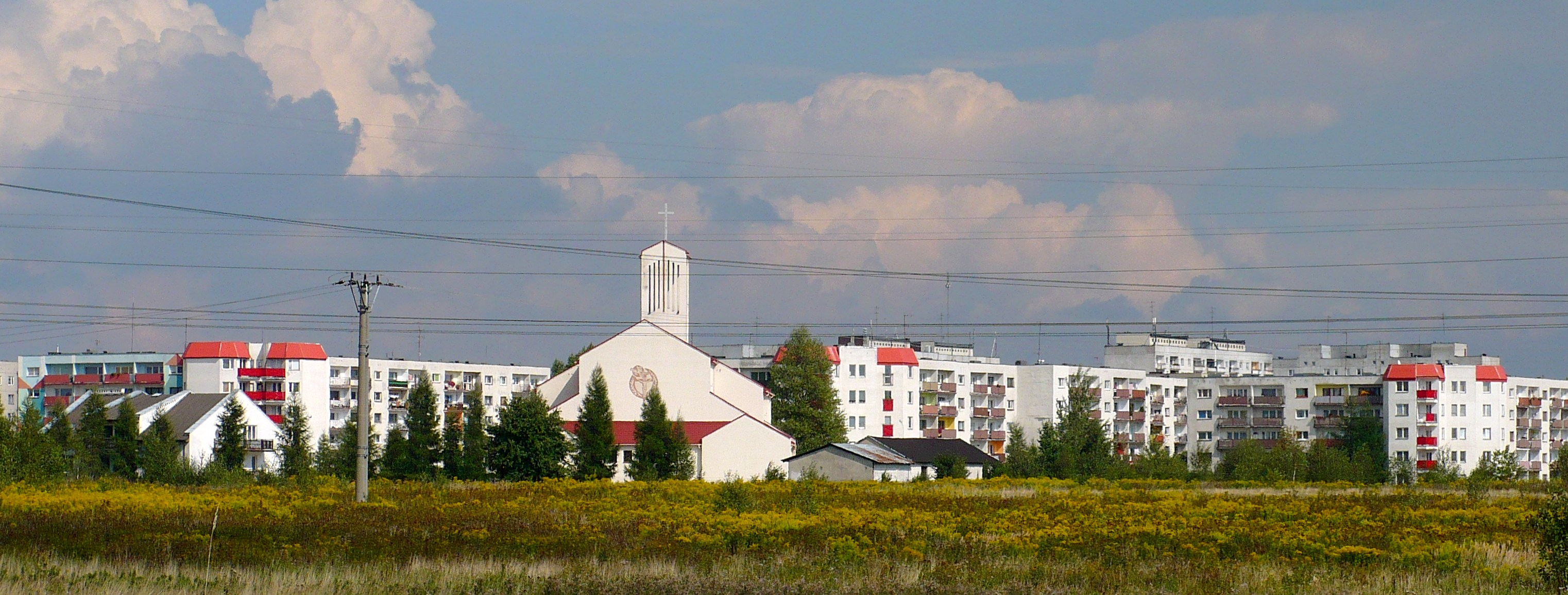
Osiedle Olechów

Olechów – rejon osadniczy we wschodniej części obszaru miasta Łodzi, położony w sąsiedztwie kolejowej stacji przeładunkowej i rozrządowej Łódź Olechów.
Od 1986 jest placem budowy rozległego i wciąż rozrastającego się osiedla domów jedno i wielorodzinnych.

## Historia

### Założenie wsi
Kolonia rolnicza Olechów została założona na terenach leśnych majątku Wiskitno, będącego częścią Klucza Pabianickiego stanowiącego własność kapituły biskupiej z Krakowa. Obecna nazwa pochodzi od nazwiska ostatniego administratora dóbr biskupich – kanonika Pawła Olechowskiego, który założył kolonię między rokiem 1788 a 1794, dając osadzie pierwotną nazwę Olędry Wiskickie. Olechowski sprowadził pierwszych osadników, zwanych Olędrami, którzy rozpoczęli karczowanie lasu i uprawę roli na karczowiskach.
W 1796 dobra pabianickie przejął rząd pruski a lokalni administratorzy dóbr kontynuowali akcję osadniczą, sprowadzając kolonistów z krajów niemieckich. Kolonia Olechów składa się odtąd z dwóch rozległych rzędówek:
- Olechów  Mały, rozciągnięty wzdłuż obecnej ulicy Olechowskiej,
- Olechów Duży, wzdłuż obecnej ulicy Zakładowej.

### Dalszy rozwój
Akcja osiedleńcza, z powodzeniem kontynuowana przez rząd Królestwa Kongresowego daje pomyślne rezultaty. W 1822 obie części Olechowa posiadały 55 domów i 368 mieszkańców. Dobrze zagospodarowane dobra rząd Królestwa przekazuje w listopadzie 1839 hrabiemu Wacławowi Gutakowskiemu. W zamian Gutakowski zrzeka się swych włości nad Narwią, koniecznych rządowi  w celu budowy urządzeń wojskowych, powiązanych z Twierdzą Osowiec. Ponieważ Olechów od początku był kolonią oczynszowaną, Gutakowskiemu przysługiwało jedynie prawo do pobierania opłaty dzierżawnej, nie posiadając na obszarze wsi innych praw osobistych.
W 1842 Olechów zostaje sprzedany Andrzejowi Szerszeńskiemu, który posiadał wieś do roku 1865, kiedy to prawa do czynszu przeszły na Skarb państwa. W roku 1881 Olechów posiadał 65 domów mieszkalnych i 703 mieszkańców.

### Wiek XX
Około 1900 liczba domów wynosiła 67, aby w 1927 wzrosnąć do 101. W 1940 hitlerowcy, na podstawie polskich planów sprzed 1939, rozpoczęli budowę największej kolejowej stacji rozrządowej w środkowej Polsce. W latach 1945–1947 liczba ludności Olechowa uległa poważnemu zmniejszeniu. Część zamieszkałej tu ludności niemieckiej uciekła na zachód przed frontem, część usunęły w ramach planowych wysiedleń władze polskie. Niektóre z opuszczonych gospodarstw objęli polscy osadnicy ze wschodu.
W 1985 rozpoczęły się przygotowania do budowy osiedla domów wielorodzinnych w zachodniej części Olechowa Dużego (rejon ul. Zakładowej). W październiku 1987 pierwsi mieszkańcy zasiedlili domy przy ulicach Dąbrówki i Piasta Kołodzieja. 

### Podziały administracyjne
Dawniej samodzielna wieś. Od 1867 w gminie Wiskitno. W okresie międzywojennym należał do powiatu łódzkiego w woj. łódzkim. W 1921 roku liczył 581 mieszkańców. 1 września 1933 utworzono gromadę (sołectwo) Olechów w granicach gminy Wiskitno, składającą się ze wsi Olechów i Ustronie.
Z dniem 1 stycznia 1940 wieś została włączona w granice administracyjne miasta Łodzi (Litzmannstadt), znajdując się w dzielnicy Friedrichshagen (Augustów). Krokowi temu sprzyjał znaczny procent, jaki stanowili we wsi mieszkańcy niemieckiego pochodzenia.
W lutym 1946 Olechów ponownie wszedł w skład Wielkiej Łodzi, początkowo w granicach dzielnicy „Południe”, zaś od 1 stycznia 1954 – w dzielnicy Widzew. Jedynie fragment Olechowa Małego (posesje przy ul. Olechowskiej od nr 2 do 32 oraz od nr 1 do 29) został włączony do dzielnicy Chojny. Po korekcie podziału administracyjnego miasta (1 stycznia 1960) dzielnica Chojny została włączona do nowo powstałej dzielnicy Górna, ale stan rozdzielenia administracyjnego obszaru Olechowa pomiędzy dwie dzielnice nie uległ zmianie.
Rozbudowa towarowej stacji kolejowej na Olechowie (na terenie nie włączonym do Łodzi w 1946 roku) spowodowała potrzebę kolejnego włączenia
do Łodzi przyległych terenów zajętych pod infrastrukturę kolejową oraz osiedla mieszkaniowego Polskich Kolei Państwowych, rozlokowanego
wzdłuż późniejszej ulicy Dyspozytorskiej. I tak 1 stycznia 1965 Ustronie wraz z nowo powstałym osiedlem mieszkaniowym Olechów oraz gruntami Polskich Kolei Państwowych wyłączono z Andrespola i włączono do Łodzi.

## Parki miejskie
Od 2010 roku na osiedlu istnieje park Źródła Olechówki.